# StadtCenter Düren
Das StadtCenter Düren ist ein mehrstöckiges Einkaufszentrum in der Innenstadt der Kreisstadt Düren, Nordrhein-Westfalen mit 54 Geschäften.
Das Stadtcenter liegt etwa drei Minuten vom Bahnhof Düren entfernt. Direkt am Haus halten 15 Buslinien. Auf dem Parkdeck im Haus stehen 310 Parkplätze zur Verfügung. Direkter Nachbar ist das Kaufhaus C&A. Das Stadtcenter umfasst 17.800 m² Verkaufsfläche.
Für den Bau des Gebäudes mussten mehrere Bauwerke abgerissen werden. Größere Diskussionen gab es wegen der Fällung von einigen Bäumen, u. a. einer Zeder. Die notwendige Fällung von Bäumen und der Abbruch des evangelischen Gemeindehauses löste das erste Bürgerbegehren in der Stadt Düren aus. Im Vorfeld des Bürgerbegehrens kam es zu Protesten. Nach dem Wahlverfahren wurden Manipulationen nachgewiesen, die in einem Fall zu einer Verurteilung mit Strafbefehl führten. Das Bürgerbegehren war erfolglos, jedoch wurde das Naturdenkmal Zeder in die Außenanlage integriert. Das erste Dürener  Parkhaus wurde in das StadtCenter integriert. 
Die Eröffnung erfolgte am 8. September 2005 nach nur einjähriger Bauzeit. Es konnten etwa 300 neue Arbeitsplätze geschaffen werden.
Hauptmieter sind Saturn-Markt (3500 m² Verkaufsfläche) und H&M (2000 m² Verkaufsfläche). Viele Gastronomiebetriebe, Telefonläden, eine Bäckerei, eine Apotheke und andere Geschäfte mit einem umfangreichen Sortiment haben ihre Kunden gefunden. Werktags ist das Center von 6:00 bis 20:30 Uhr und sonntags für den Besuch der Gastronomiebetriebe von 8:00 bis 18:00 Uhr geöffnet.
Als Verwalter tritt die MEC-METRO ECE Centermanagement GmbH & Co. KG mit Sitz in Düsseldorf auf. 
Anfang 2017 wurde ein Fonds der Frankfurter Investmentgesellschaft Union Investment neuer Eigentümer des StadtCenters. Der bisherige Eigentümer, ein von CBRE Global Investors gemanagter Fonds, erhielt eine Kaufsumme von rund 70 Millionen Euro. Centermanager ist seit September 2021 Alexandros Papadopoulos.
In unregelmäßigen Abständen werden im Stadtcenter Veranstaltungen durchgeführt oder Ausstellungen gezeigt.